# Геббельс, Магда
Йоха́нна Мари́я Магдале́на (Ма́гда) Ге́ббельс (нем. Johanna Maria Magdalena (Magda) Goebbels; в первом браке Квандт (Quandt), урождённая Беренд (Behrend), также до брака Ричель/Ритшель (Ritschel) и Фридлендер (Friedländer); 11 ноября 1901, Берлин — 1 мая 1945, там же) — супруга министра народного просвещения и пропаганды нацистской Германии Йозефа Геббельса. Видный член НСДАП, близкая соратница Адольфа Гитлера.

## Биография

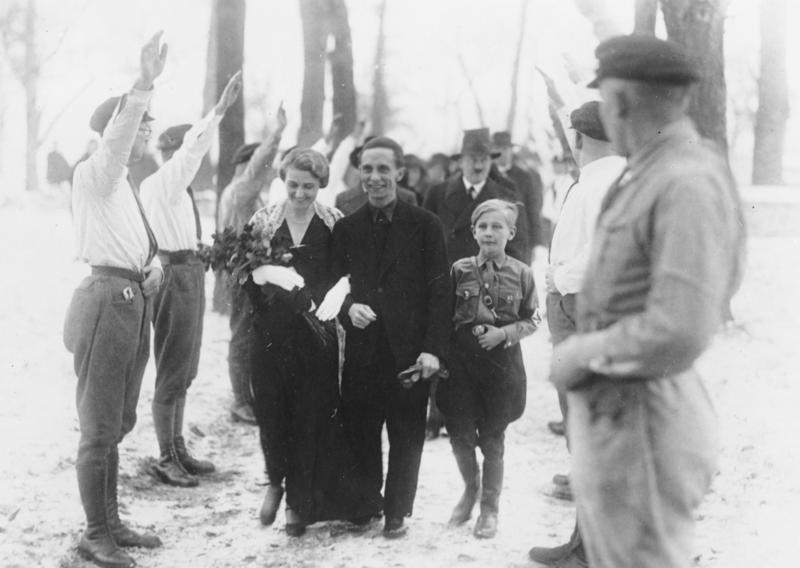
Свадьба Геббельсов в 1931 году

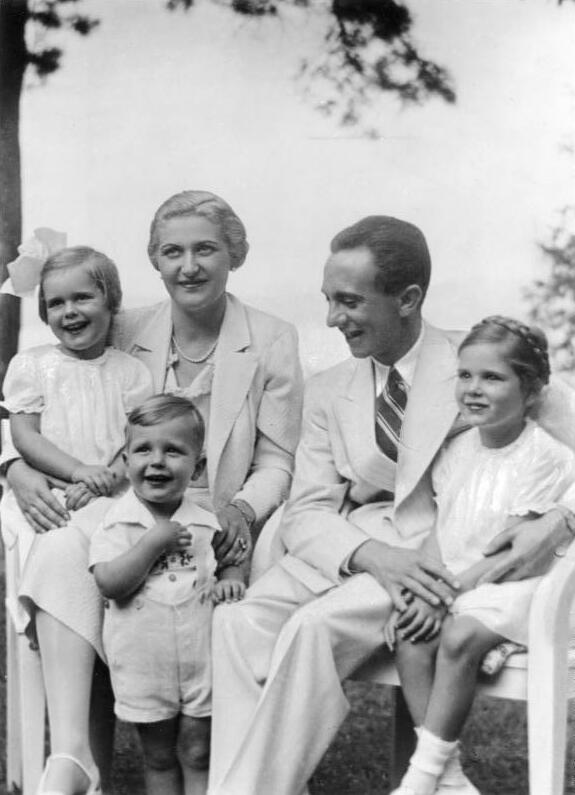
Образцовая национал-социалистическая семья Геббельсов

Дочь незамужней Августы Беренд, была зарегистрирована как Йоханна Мария Магдалена Беренд. Отцом её был, скорее всего, инженер Оскар Ричель (нем. Oskar Ritschel), женившийся на Августе вскоре после рождения Магды и удочеривший её. Однако уже в 1904 году Оскар и Августа развелись.
В пятилетнем возрасте Магда была отдана на воспитание в религиозную школу в бельгийском городе Вилворде. Вскоре её мать вышла замуж за еврейского промышленника Рихарда Фридлендера (нем. Richard Friedländer), и Магда стала носить его фамилию. После начала Первой мировой войны семья была вынуждена покинуть Бельгию и вернулась в Берлин, где Магда пошла в лицей.
В 1919 году она стала ученицей престижного пансиона для девушек в Хольцхаузене, неподалёку от старинного города Гослара.
Зимой 1920 года, возвращаясь в пансион с каникул из Берлина, восемнадцатилетняя Магда познакомилась в купе поезда с крупным немецким промышленником Гюнтером Квандтом. 28 июля 1920 года состоялась помолвка. По желанию будущего супруга Магда перешла из католической церкви в протестантскую. Фамилию Фридлендер она поменяла на фамилию своего настоящего отца. 4 января 1921 года в Бад-Годесберге был заключен брак. Невесте ещё не исполнилось 19-ти, тогда как жениху было уже 39 лет. Двое несовершеннолетних сыновей Квандта (Гельмут и Герберт) были ненамного младше мачехи. В ноябре 1921 года на свет появился Харальд, единственный ребёнок от этого брака.
В скором времени Магда разочаровалась в браке. Супруги оказались разными людьми. Гюнтер оказался мелочным, лишённым юмора, скучным человеком, которого не интересовали ни искусство, ни развлечения. Он жил по строгому распорядку, в котором не было места праздникам, светским раутам и приёмам. Магда оказалась полностью лишена самостоятельности, имея, казалось бы, неограниченные возможности. Кроме того, Квандт усыновил троих детей своего погибшего друга, возложив на свою молодую жену ответственность за воспитание шестерых детей. Вдобавок ко всему, у Магды не сложились отношения с консервативными родственниками мужа, которые не одобряли их скоропалительный брак.
В 1927 году она сопровождала своего супруга в деловой поездке в США и очаровала своей элегантностью высший свет Нью-Йорка. Её поклонником стал племянник президента США Герберта Гувера, который впоследствии не раз предлагал ей руку и сердце.
После возвращения из Америки отношения между супругами Квандт обострились, и Магда нашла себе утешение на стороне. Её любовником стал ровесник, с которым она была знакома со школьных лет. В свете последующего брака Магды её связь, ставшая поводом к разводу с Квандтом, представлялась столь невероятной и двусмысленной, что в первых биографиях Йозефа Геббельса любовник его будущей супруги был зашифрован под псевдонимом «студент Ханс».
Этим «студентом» был Виктор Арлозоров, эмигрант из России и в последующем видный сионист. С ним Магда познакомилась через его младшую сестру Лизу, с которой училась в пансионе для благородных девиц. Связь с Арлозоровым длилась предположительно с конца 1928 года до весны 1932 года.
Узнав об этом романе, разъярённый Квандт хотел выгнать неверную жену на улицу, не дав ей времени даже собрать чемоданы. Однако Магда нашла контраргумент. Она выкрала компрометирующие Квандта письма от женщин низкого сословия. 4 июля 1929 года брак был расторгнут. Квандт не поскупился: Магда получила ежемесячное пособие в размере 4000 рейхсмарок, 50.000 рейхсмарок на новую квартиру на Рейхсканцлерплац, 20.000 — на возможные больничные расходы, а также свободное пользование поместьем Северин. По условиям развода, Харальд должен был оставаться с матерью до её вступления в новый брак.
В Берлине, находясь на одном из съездов НСДАП, Магда была поражена речами молодого партийного активиста Йозефа Геббельса. 1 сентября 1930 года она вступила в ряды партии и довольно быстро сделала там карьеру. Вскоре она получила должность помощницы Геббельса. 19 декабря 1931 года они зарегистрировали свои отношения, свидетелем на свадьбе был Адольф Гитлер. В этом браке родились шестеро детей. После начала Второй мировой войны Магда с энтузиазмом работала в ведомстве мужа, путешествовала по миру, поддерживала войска, утешала вдов погибших на войне солдат.
В 1944 году она сильно болела, страдая нервными расстройствами, вызванными ожиданием близкого поражения в войне, некоторое время лежала в больнице. В конце апреля 1945 года Красная Армия подошла к Берлину и 30 числа покончил с собой Адольф Гитлер. Незадолго до того, предчувствуя печальный финал, Магда написала письмо своему первому сыну, который в это время находился в лагере военнопленных в Северной Африке:

 Мир, который придёт после Фюрера, не стоит того, чтобы в нём жить. Поэтому я и беру детей с собой, уходя из него. Жалко оставить их жить в той жизни, которая наступит. Милостивый Бог поймёт, почему я решилась сама взяться за своё спасение.
1 мая всем шестерым детям четы Геббельс были сделаны уколы морфина, после чего каждому была вложена в рот и раздавлена ампула с цианистым калием. Участвовала ли сама Магда в убийстве детей или же это было поручено доктору, историки однозначно сказать не могут. Примерно через час после убийства детей ампулы с цианистым калием приняли Йозеф и Магда Геббельс. 2 мая 1945 года около 17 часов советские военные нашли их полуобгоревшие трупы в саду рейхсканцелярии недалеко от входа в бункер.
Старший сын Магды от первого брака Харальд Квандт пережил войну.

### Образ Магды Геббельс в кино
- «Освобождение» (СССР, 1968—1972), режиссёр Юрий Озеров, в роли Магды Геббельс — Юлия Диоши
- «Гитлер: Последние десять дней» (Великобритания, Италия; 1973), в роли Магды Геббельс — Барбара Джеффорд
- «Бункер» (США, 1981), режиссёр Джордж Шефер, в роли Магды Геббельс — Пайпер Лори
- «Девушка твоей мечты» (Испания, Германия, 1998), режиссёр Фернандо Труэба, в роли Магды Геббельс — Ханна Шигулла
- «Молох» (Россия, 1999), режиссёр Александр Сокуров, в роли Магды Геббельс — Елена Спиридонова
- «Бункер» (Германия, 2004), режиссёр Оливер Хиршбигель, в роли Магды Геббельс — Коринна Харфух
- «Еврей Зюсс» (Германия, 2010), режиссёр Оскар Рёлер, в роли Магды Геббельс — Лена Райхмут[нем.]
- «Дорогой друг Гитлер» (Индия, 2011). В роли Магды Геббельс — Никита Ананд.
- «Фюрер и растлитель[нем.]» (Германия, 2024), режиссёр Йоахим Ланг, в роли Магды Геббельс — Франциска Вайс[нем.]